# Bernt Olsson (litteraturvetare)
Bernt Oskar Hemfrid Olsson, född 11 maj 1929 i Borrby på Österlen, död 23 augusti 2013 i Helsingborg, var en svensk litteraturvetare. Hans ämnesområden var huvudsakligen barockens litteratur och modern lyrik.

## Biografi
Olsson avlade studentexamen på Hermods 1950 och kom sedan till litteraturvetenskapliga institutionen vid Lunds universitet. Han avlade filosofisk ämbetsexamen 1953 och filosofie licentiatexamen 1958. Olsson lade fram sin doktorsavhandling om Haquin Spegels Guds verk och hvila 1963. Han promoverades till filosofie doktor och blev docent samma år, vilket han förblev till 1971. Olsson var forskare vid Humanistisk-samhällsvetenskapliga forskningsrådet 1971–1973 och 1976–1980, svensk lektor vid Köpenhamns universitet 1974–1975, förste assistent vid Lunds universitet 1981–1986 och högskolelektor där 1986–1994.
Tillsammans med Ingemar Algulin skrev han de uppmärksammade Litteraturens historia i Sverige och Litteraturens historia i världen. Olsson författade också band 1, Från runorna till 1730 i Svensk litteratur, en serie utgiven i samarbete med Svenska Vitterhetssamfundet. Han var även en flitig bidragsgivare i Nationalencyklopedin och hade en viktig roll i Vitterhetssamfundets utgivning av klassiska texter.
Olsson invaldes som ledamot av Vetenskapssocieteten i Lund 1971 och av Humanistiska Vetenskapssamfundet i Lund 1987. Han tillades professors namn 1983 och blev teologie hedersdoktor i Lund 2001. Olsson vilar på Pålsjö kyrkogård.

## Priser och utmärkelser
- 1966 – Warburgska priset
- 1975 – Schückska priset
- 1988 – Schückska priset